# Oscar Cronholm
Lars Oscar Gomer Cronholm, född 3 april 1883 i Ystad, död 15 december 1953 i Malmö, var en svensk lärare och skolledare.
Oscar Cronholm var son till handlanden Gomer Cronholm och dennes hustru Christina, född Lilienberg. Efter studentexamen i Ystad 1901 studerade Cronholm vid Lunds universitet, där han blev teologie kandidat 1906 och filosofie magister 1912. Han var extra lärare vid Malmö realskola 1910–1911 och vårterminen 1913, adjunkt vid Kristianstads högre allmänna läroverk 1913–1918, föreståndare för Göteborgs högre samskola 1918–1925, adjunkt vid Göteborgs högre latinläroverk från 1922 samt rektor vid Malmö realskola 1925–1948.
Oscar Cronholm har omtalats som en pionjär för sexualundervisning i skolan, i hans fall för elever på gymnasienivå.

## Familj
Oscar Cronholm var från 1912 gift med Ellen Cronholm, född Sandberg. De hade tre barn, däribland sonen Börje Cronholm.